# Ideoblothrus curazavius
Espèce
Synonymes
- Pachychitra curazavia Wagenaar-Hummelinck, 1948

Ideoblothrus curazavius est une espèce de pseudoscorpions de la famille des Syarinidae.

## Distribution
Cette espèce est endémique de Curaçao,.

## Systématique et taxinomie
Cette espèce a été décrite sous le protonyme Pachychitra curazavia par Wagenaar-Hummelinck en 1948. Elle est placée dans le genre Ideoblothrus par Muchmore en 1982.

## Publication originale
- Wagenaar-Hummelinck, 1948 : Studies on the fauna of Curaçao, Aruba, Bonaire and the Venezuelan Islands: no. 13. Pseudoscorpions of the genera Garypus, Pseudochthonius, Tyrannochthonius and Pachychitra. Natuurwetenschappelijke Studiekring voor Suriname en Curaçao, vol. 5, p. 29-77 (texte intégral).